# Youssef Mosraty
Youssef Mosraty, né le 6 décembre 1999 à Zarzis, est un footballeur tunisien. Il joue au poste de milieu de terrain à Al Tersana.

## Carrière
Formé à l'Espérance sportive de Tunis (EST), il joue son premier match avec les professionnels le 22 mars 2019 contre l'Association sportive de Djerba, en huitièmes de finale de la coupe de Tunisie (qualification de l'EST 8-9 aux tirs au but). Il joue ensuite trois matchs en championnat. 

## Statistiques
| Saison                | Club                  | Championnat           | Championnat | Championnat | Coupe(s) nationale(s) | Coupe(s) nationale(s) | Supercoupe | Supercoupe | Compétition(s) continentale(s) | Compétition(s) continentale(s) | Compétition(s) continentale(s) | Total | Total |
| Saison                | Club                  | Division              | M.          | B.          | M.                    | B.                    | M.         | B.         | Comp.                          | M.                             | B.                             | M.    | B.    |
| 2018-2019             | ES Tunis              | 1                     | 3           | 0           | 1                     | 0                     | 0          | 0          | C1                             | 0                              | 0                              | 4     | 0     |
| 2019-2020             | ES Tunis              | 1                     | 10          | 1           | 4                     | 0                     | 0          | 0          | C1+UAFA                        | 0                              | 0                              | 14    | 1     |
| Sous-total            | Sous-total            | Sous-total            | 13          | 1           | 5                     | 0                     | 0          | 0          | -                              | 0                              | 0                              | 18    | 1     |
| 2020-2021             | AS Soliman            | 1                     | 9           | 2           | 2                     | 0                     | 0          | 0          | -                              | 0                              | 0                              | 11    | 2     |
| 2021-2022             | AS Soliman            | 1                     | 9           | 1           | 0                     | 0                     | 0          | 0          | -                              | 0                              | 0                              | 9     | 1     |
| Sous-total            | Sous-total            | Sous-total            | 18          | 3           | 2                     | 0                     | 0          | 0          | -                              | 0                              | 0                              | 20    | 3     |
| 2021-2022             | US Ben Guerdane       | 1                     | 1           | 0           | 0                     | 0                     | 0          | 0          | -                              | 0                              | 0                              | 1     | 0     |
| 2022-2023             | US Ben Guerdane       | 1                     | 20          | 0           | 0                     | 0                     | 0          | 0          | -                              | 0                              | 0                              | 20    | 0     |
| 2023-2024             | US Ben Guerdane       | 1                     | 12          | 0           | 0                     | 0                     | 0          | 0          | -                              | 0                              | 0                              | 12    | 0     |
| Sous-total            | Sous-total            | Sous-total            | 33          | 0           | 0                     | 0                     | 0          | 0          | -                              | 0                              | 0                              | 33    | 0     |
| Total sur la carrière | Total sur la carrière | Total sur la carrière | 64          | 4           | 7                     | 0                     | 0          | 0          | -                              | 0                              | 0                              | 71    | 4     |

## Palmarès
- Champion de Tunisie en 2019 et 2020 avec l'Espérance sportive de Tunis